# Sofie Michelsen
Sofie Michelsen, född 1843, död 1931, var en norsk kommunpolitiker. Hon satt i stadsfullmäktige i Egersund  1902-1904. Hon en av de sex första kvinnliga stadsfullmäktige i Egersund.